# لعبة المرأة الرجل (مسلسل)
لعبة المراة الرجل هو مسلسل تلفزيوني سعودي وتأليف سارة العليوي وإخراج إياد الخزوز محمد العلمي إنتاج تلفزيون أبوظبي العرض الأولى (1 رمضان 1433 هـ - 20 يوليو 2012).

## القصة
أحداث المسلسل تدور حول شخصية “ريم”، وهي فتاة متعلقة بأخيها الوحيد، وهو مركز اهتمام العائلة، هذا الاهتمام يربي الغيرة في قلب الشقيقة، ويجعلها تحاول التحكم في حياته وحتى تدمير زواجه، كما يركز المسلسل على شخصية والد ريم ونايف الذي يقوم بدوره الفنان إبراهيم الحربي الشخصية التي تحرّم على غيرها ما تحلله لنفسها.
تدور أحداث المسلسل حول المرأة المعقدة وحبها للسيطرة لدرجة أنها تخطط لكي تجعل الرجل يمشي وفق أهوائها.

## طاقم التمثيل
- ميساء مغربي
- إبراهيم الحربي
- إبراهيم الزدجالي
- شهاب جوهر
- شذى سبت
- أميرة محمد
- مريم الغامدي
- عبد الله القحطاني
- يعقوب الفرحان
- ليلى إسكندر (مغنية)
- محمد العلمي
- عبد العزيز السكيرين
- سليمان العليوي
- أمينة العلي